# سلمى سولاون
سلمى سولاون كامبوس (ولدت في 2 مارس 2005) هي لاعبة جمباز إيقاعي إسبانية تنافست في بطولة العالم للجمباز الإيقاعي للناشئين عام 2019، حيث فازت بالميدالية البرونزية. كما حصلت على الميدالية الفضية في بطولة أوروبا للجمباز الإيقاعي 2022، في نهائي 3 شرائط + 2 كرة.
ضمن منافسات مجموعة إيقاعية شامل للسيدات شاركت مع المنتخب الإسباني للجمباز الإيقاعي، المكون من سلمى سولاون وآنا أرناو وإينيس بيرغوا وميريا مارتينيز وباتريشيا بيريز في دورة الألعاب الأولمبية الصيفية 2024 في باريس، حيث احتلوا المركز العاشر في مرحلة التصفيات التأهيلية للفريق وبالتالي لم تكون المجموعة ضمن المراكز الثمانية مؤهلة للمنافسة في نهائي مجموعة إيقاعية شامل.

## روابط خارجية
- سلمى سولاون في الاتحاد الدولي للجمباز

- سلمى سولاون في اللجنة الأولمبية الدولية
- سلمى سولاون في دورة الألعاب الأولمبية الصيفية 2024